# Stazione meteorologica di Viadana
La stazione meteorologica di Viadana è la stazione meteorologica di riferimento relativa alla località di Viadana.

## Coordinate geografiche
La stazione meteo si trova nell'Italia nord-occidentale, in Lombardia, in provincia di Mantova, nel comune di Viadana, a 25 metri s.l.m. e alle coordinate geografiche 44°56′N 10°31′E.

## Dati climatologici
In base alla media trentennale di riferimento 1961-1990, la temperatura media del mese più freddo, gennaio, si attesta a +1,3 °C; quella del mese più caldo, luglio, è di +23,1 °C .
| Viadana            | Mesi | Mesi | Mesi | Mesi | Mesi | Mesi | Mesi | Mesi | Mesi | Mesi | Mesi | Mesi | Stagioni | Stagioni | Stagioni | Stagioni | Anno |
| Viadana            | Gen  | Feb  | Mar  | Apr  | Mag  | Giu  | Lug  | Ago  | Set  | Ott  | Nov  | Dic  | Inv      | Pri      | Est      | Aut      | Anno |
| ------------------ | ---- | ---- | ---- | ---- | ---- | ---- | ---- | ---- | ---- | ---- | ---- | ---- | -------- | -------- | -------- | -------- | ---- |
| T. max. media (°C) | 4,9  | 8,5  | 14,2 | 19,0 | 22,5 | 26,8 | 28,9 | 28,4 | 24,5 | 18,1 | 11,5 | 6,4  | 6,6      | 18,6     | 28,0     | 18,0     | 17,8 |
| T. min. media (°C) | −2,3 | −0,9 | 3,6  | 7,3  | 11,2 | 15,1 | 17,3 | 16,9 | 13,5 | 8,5  | 4,1  | −0,2 | −1,1     | 7,4      | 16,4     | 8,7      | 7,8  |